# Paracaesio brevidentata
Paracaesio brevidentata là một loài cá biển thuộc chi Paracaesio trong họ Cá hồng. Loài này được mô tả lần đầu tiên vào năm 2012.

## Từ nguyên
Tính từ định danh brevidentata được ghép bởi hai âm tiết trong tiếng Latinh: brevis ("nhỏ; ngắn") và dentata ("có răng"), hàm ý đề cập đến bộ răng rất nhỏ, nhỏ hơn so với đồng loại ở loài này.

## Phân bố
P. brevidentata mới chỉ được biết đến tại ngoài khơi đảo Lombok (Indonesia).

## Mô tả
Chiều dài cơ thể (tiêu chuẩn) lớn nhất được ghi nhận ở P. brevidentata là 18 cm. P. brevidentata được phân biệt với các loài cùng chi bởi các đặc điểm sau: hàm răng rất nhỏ mà không có răng nanh lớn, vảy ống đường bên 71–73, số tia vây ngực 18–19, vây đuôi chẻ sâu, tia áp chót của vây lưng mềm và vây hậu môn không dài hơn các tia gần kề, thân màu nâu tía và vây đuôi màu đỏ.